# Дорожный (Краснодарский край)
Дорожный — посёлок в Карасунском внутригородском округе города Краснодара. Входит в состав Старокорсунского сельского округа. 

## География
Посёлок расположен в 25 км северо-восточнее бывшего посёлка Пашковский (ныне микрорайон Краснодара), вдоль трассы Краснодар—Усть-Лабинск. 

## Население
| 2002 | 2010 |
| ---- | ---- |
| 201  | ↗396 |